# Rinitis
Rinitis is de aanduiding voor aandoeningen van de neus, zoals een geïrriteerde of ontstoken neus. De symptomen zijn een loopneus (rinorroe), niezen, een verstopte neus en verder geïrriteerde oren, ogen en keel.
Allergische rinitis is verwant aan astma en komt vaak samen met astma voor. Het is een chronische of acute ontsteking van het neusslijmvlies, die veroorzaakt wordt door een virus, bacterie, door een parasiet of door een oorzaak van buiten af. Deze ontsteking zorgt voor de genoemde symptomen.
Niet-allergische rinitis komt voor in ongeveer 10 tot 20% van de bevolking. Kenmerkende klachten zijn een verstopte neus, postnasale drip en frequent niezen. Er worden verschillende fenotypes niet-allergische rinitis onderscheiden op basis van de uitlokkende factor zoals roken, hormonen, medicatie. De ziektemechanismes van niet-allergische rinitis blijven echter ongekend en de bestaande behandelingen zijn dan ook vaak weinig succesvol. Intranasale corticosteroïden zijn een van de meest voorgeschreven behandelingen. Een Cochrane-review vergeleek studies die het gebruik van intranasale corticosteroïden onder de vorm van neussprays of -druppels met zowel placebo als met andere actieve behandelingen. Alle dosissen, behandelingsfrequenties en -duur waren hierbij toegestaan. De belangrijkste uitkomsten waren de ernst van de klachten gemeten door middel van patiënt-gerapporteerde symptoomscores en het voorkomen van belangrijke neveneffecten zoals epistaxis. Zij concludeerden dat intranasale corticosteroïden waarschijnlijk het risico op epistaxis verhogen. Vergeleken met placebo hebben ze mogelijk een klein effect op de patiënt-gerapporteerde symptomen tot vier weken, maar de effecten bij meting tot drie maanden zijn onzeker. Er zijn te weinig studies die intranasale corticosteroïden vergelijken met andere behandelingen waardoor hierover geen besluiten konden getrokken worden. 
Op het moment van het verschijnen van de systematic review is er weinig wetenschappelijk bewijs om het gebruik van intranasale corticosteroïden voor niet-allergische rinitis te onderbouwen..

## Typen
De volgende ICD-codes worden gebruikt voor de typen rinitis:
- J00: Acute rinitis. Dit wordt als een vorm van verkoudheid gerekend.
- J30.0: Vasomotorische rinitis. Niet-allergische rinitis, veroorzaakt door zenuwen.
- J30.1-J30.4: Allergische rinitis. Dit type komt vaak voor. Het kan het hele jaar door veroorzaakt worden door de mijt of door stof. Het kan ook seizoensmatig voorkomen en veroorzaakt worden door pollen. Dan is het hooikoorts (pollinose). Verder is er nog de allergische rinitis veroorzaakt door arbeidsomstandigheden.
- J31: Chronische rinitis
- A50: Rinitis veroorzaakt door syfilis, een infectieziekte.